# ルルージュ事件
『ルルージュ事件』（ルルージュじけん、L'Affaire Lerouge ）は、1866年に発表されたエミール・ガボリオの長編推理小説。
世界初の長編推理小説といわれる。この話では、ルコックは脇役に過ぎず、素人探偵の老人タバレが主人公である。

## 概要
1862年3月6日、パリ近郊のラ・ジョンシェール村で、寡婦クローディーヌ・ルルージュが殺害死体で発見された。しばしば男客の訪問が目撃されており、夫人は何者かの秘密を握っていたらしいと噂される。素人探偵「タバレの親父さん」が警察に協力し捜査に当たる。

## 登場人物
- タバレ - 主人公。犯行現場ではホームズ顔負けの推理を披露した。ルコック刑事の師匠。「ルコック探偵」にも登場し、ルコックに助言する。
- ルコック - 元前科者の刑事。次作から探偵役を務める。
- クロディーヌ・ルルージュ - 被害者の寡婦。一人住まいだが、男性が頻繁に訪れていた。
- ピエール・マリ・ダビュロン - 予審判事。
- ジェヴロール警部 - パリ警視庁の刑事部長。ルコックの上司。
- ヴァレリー・ジェルディ - タバレと同じアパートに住む未亡人。
- ノエル・ジェルディ - ヴァレリーと同居している息子。弁護士。
- レトー・ド・コマラン伯爵 - ヴァレリーと恋仲だった貴族。
- アルベール・ド・コマラン子爵 - コマラン伯爵とヴァレリーの息子。
- クレール・ダルランジュ - ダビュロンの求婚を断った侯爵夫人の孫令嬢。アルベールに想いを寄せる。

## 書誌情報
- 「ルルージュ事件」（国書刊行会　2008）ISBN 978-4-336-04756-4